# Błysk przed świtem
Błysk przed świtem (cz. Posel úsvitu) – czechosłowacki czarno-biały dramat biograficzny z 1951 roku w reżyserii Václava Krški. Adaptacja książki Jaroslava Raimunda Vávry o wynalazcy Józefie Bożku ze Śląska Cieszyńskiego.

## Obsada
- Vladimír Ráž jako Józef Bożek
- Helena Kavalírová jako Josefina
- Jiří Plachý jako dr František Gerstner
- Jiřina Steimarová jako Gerstnerová
- Zdeněk Kampf jako Tony Gerstner
- Vladimír Hlavatý jako prof. Josef Havle
- Rudolf Deyl starszy jako Wallis
- Marta Májová jako Wallisová
- Saša Rašilov jako prezydent policji
- Marie Glázrová jako hrabina Clam-Martinicová
- Eduard Kohout jako hrabia Clam-Martinic
- Jiří Kodet jako małoletni Karel Jan Clam-Martinic
- František Kreuzmann jako arcybiskup Salm
- Antonín Kandert jako hrabia Šternberk
- Jaroslav Vojta jako Václav Svoboda starszy
- Václav Švorc jako Václav Svoboda młodszy
- Jarmila Kurandová jako Svobodová
- Zdeněk Řehoř jako Prokůpek Svoboda
- Stanislav Fišer jako młody Prokůpek
- Bedřich Karen jako Alois Knopp
- Růžena Šlemrová jako Knoppová
- Karel Jelínek jako Kolowrat
- Felix le Breux jako Wimmer
- Karel Dostal jako burmistrz
- František Filipovský jako urzędnik
- Blažena Slavíčková jako dama
- František Kovářík jako zegarmistrz Heinrich
- Jiří Steimar jako zegarmistrz Dietrich
- Miloš Kopecký jako dr Held, lekarz
- Eman Fiala jako Brdécko
- Alois Dvorský jako Anton Hýbl
- Richard Záhorský jako ojciec Bartolomeo
- Jiří Lír jako urzędnik u Knoppa
- Josef Kotapiš jako robotnik u Knoppa
- Vilém Besser jako robotnik u Knoppa
- Rudolf Pellar jako robotnik u Knoppa
- Vladimír Hrubý jako służący Clam-Martiniców
- Josef Příhoda jako stary żołnierz
- Růžena Gottliebová jako mniszka

## Źródła
- Błysk przed świtem w bazie IMDb (ang.)
- Błysk przed świtem w bazie Filmweb
- Posel úsvitu w bazie Kinobox.cz (cz.)
- Posel úsvitu. w bazie ČSFD.cz. (cz.).
- Posel úsvitu. w bazie FDb.cz. (cz.).